# Dixon (Kentucky)
Dixon es una ciudad ubicada en el condado de Webster en el estado estadounidense de Kentucky. En el Censo de 2010 tenía una población de 786 habitantes y una densidad poblacional de 286,03 personas por km².

## Geografía
Dixon se encuentra ubicada en las coordenadas 37°31′1″N 87°41′45″O / 37.51694, -87.69583. Según la Oficina del Censo de los Estados Unidos, Dixon tiene una superficie total de 2.75 km², de la cual 2.7 km² corresponden a tierra firme y (1.89%) 0.05 km² es agua.

## Demografía
Según el censo de 2010, había 786 personas residiendo en Dixon. La densidad de población era de 286,03 hab./km². De los 786 habitantes, Dixon estaba compuesto por el 92.62% blancos, el 6.62% eran afroamericanos, el 0% eran amerindios, el 0.13% eran asiáticos, el 0% eran isleños del Pacífico, el 0.51% eran de otras razas y el 0.13% pertenecían a dos o más razas. Del total de la población el 0.51% eran hispanos o latinos de cualquier raza.